# 森田貴美枝
森田 貴美枝（もりた きみえ、1958年2月27日 - ）は、日本の元女子バレーボール選手。1984年ロサンゼルスオリンピックバレーボール女子銅メダリスト。

## 球歴
- 所属チーム履歴

薫英高校 → 日立（1976-1985年）